# Ituglanis guayaberensis
Ituglanis guayaberensis es una especie de peces de la familia Trichomycteridae en el orden de los Siluriformes.

## Morfología
• Los machos pueden llegar alcanzar los 5,7 cm de longitud total.

## Distribución geográfica
Se encuentran en Sudamérica: cuenca del río Orinoco.